# Јов Почајевски
Преподобни Јов Почајевски је руски православни светитељ из 16. века.
Рођен је 1551. године у месту Коломија у Галицији. Као веома млад отишао је у Угорњицки Преображенски манастир, у Карпатским горама, где се замонашио.
Кнез Острожски, Константин Константинович, поставио га је за игумана Крестовоздвиженског Дубенског манастира. Тамо је провео двадесет две године. Након тога одлази у Почајевску лавру, у Волинској епархији. Тамо је убрзо постављен за игумана. Пред крај свога живота преподобни Јов примио је велику монашку схиму, и живео као строги затвореник.
Умро је 1651. године. Његове мошти се чувају у Почајевској лаври.